# Lepená dřevěná konstrukce
Lepená dřevěná konstrukce je stavební konstrukční materiál umožňující provedení konstrukcí na bázi dřeva o velkém rozponu. Konstrukční prvky mohou být přímé nebo zakřivené. Konstrukce se používají především pro mosty a haly. Zároveň jsou vhodné i pro bytovou výstavbu. Lepená dřevěná konstrukce je vytvářena pomocí nekonečných lamel slepených v jeden prvek. Nekonečná lamele je zhotovena z vzájemně na sebe navazujících fošen spojených pomocí zazubeného spoje.